# 中华人民共和国机动车行驶证
中华人民共和国机动车行驶证，简称行驶证。是准予机动车在中国境内道路上行驶的法定证件。该证可分为纸版证件和电子证件两种载体，其中电子版证件于2024年7月1日在60个城市试点推行。

## 基本概念
根据《中华人民共和国道路交通安全法》，国家对机动车实行登记制度。机动车经公安机关交通管理部门登记后方可上道路行驶，并随车携带机动车行驶证。而且行驶证上登记的车主也是法律承认的车辆所有人。
行驶证内分为主页和副页，
- 行驶证主页登记内容：号牌号码、车辆类型、车主、住址、发动机号、车架号、厂牌型号、总质量、核定载质量、核定载客、驾驶室前排共乘人数、登记日期和发证机关章。

- 行驶证副页登记内容：号牌号码、车辆类型、车主和检验情况。[3]

## 申请
根据《机动车登记规定》（公安部102号令），初次申领机动车号牌、行驶证的，机动车所有人应当向住所地的车辆管理所申请注册登记。机动车所有人应当到机动车安全技术检验机构对机动车进行安全技术检验，取得机动车安全技术检验合格证明后申请注册登记。但经海关进口的机动车和国务院机动车产品主管部门认定免予安全技术检验的机动车除外。

## 使用
驾驶人行车时要随车携带有效的驾驶证和行驶证，且行驶证的车辆类型记录必须与驾驶证的准驾记录相符。遇到查验时，需要向执法者出示这两个证件。使用伪造、变造的行驶证一次记12分。

## 变更
如需要改变车身颜色的、更换發动机、更换车身或者车架、因质量问题更换整车的、营运机动车改为非营运机动车或者非营运机动车改为营运机动车等使用性质改变的、机动车所有人的住所迁出或者迁入车辆管理所管辖区域的，机动车所有人应当向登记地车辆管理所申请变更登记。

## 图集

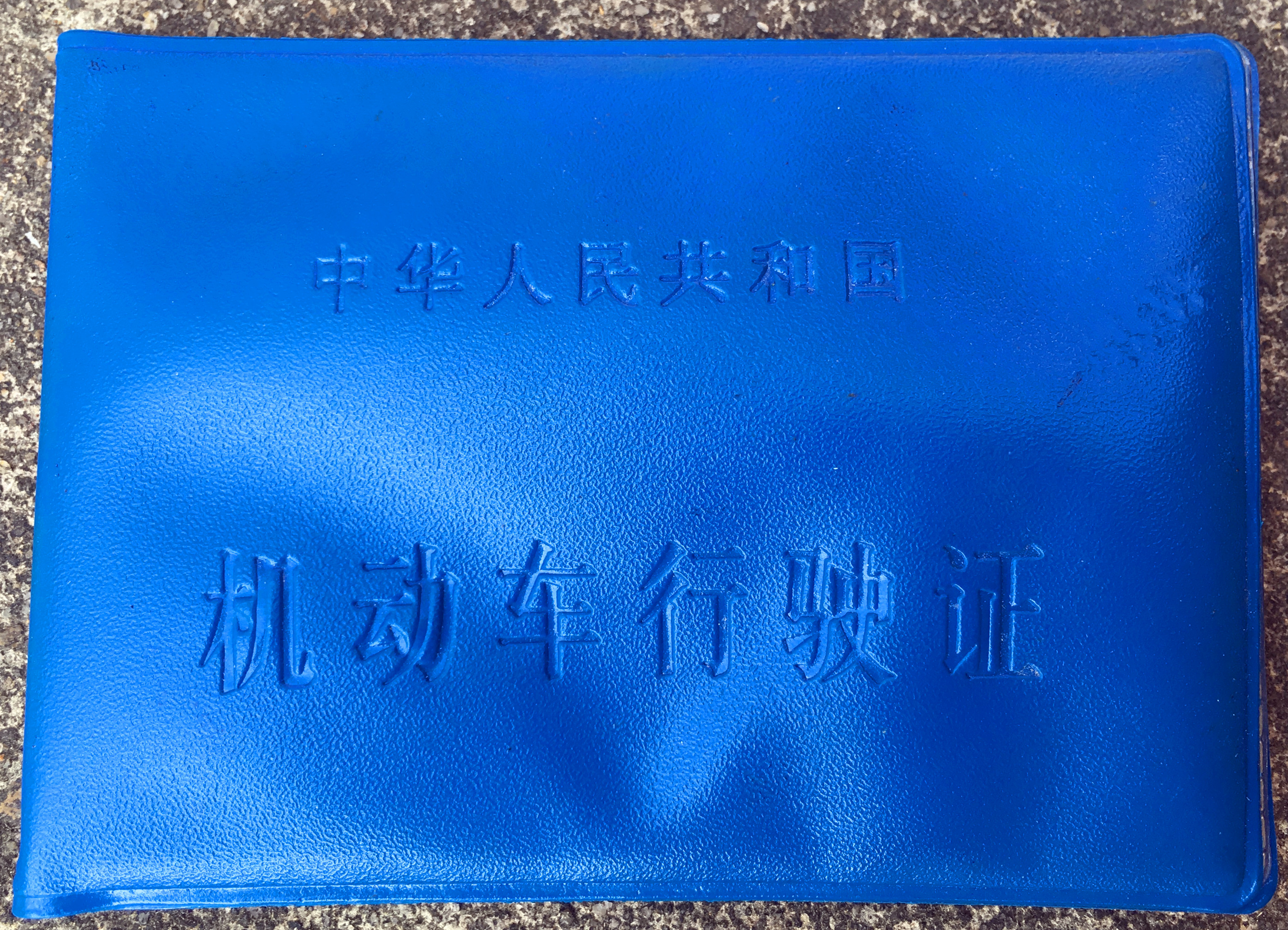
行驶证封面
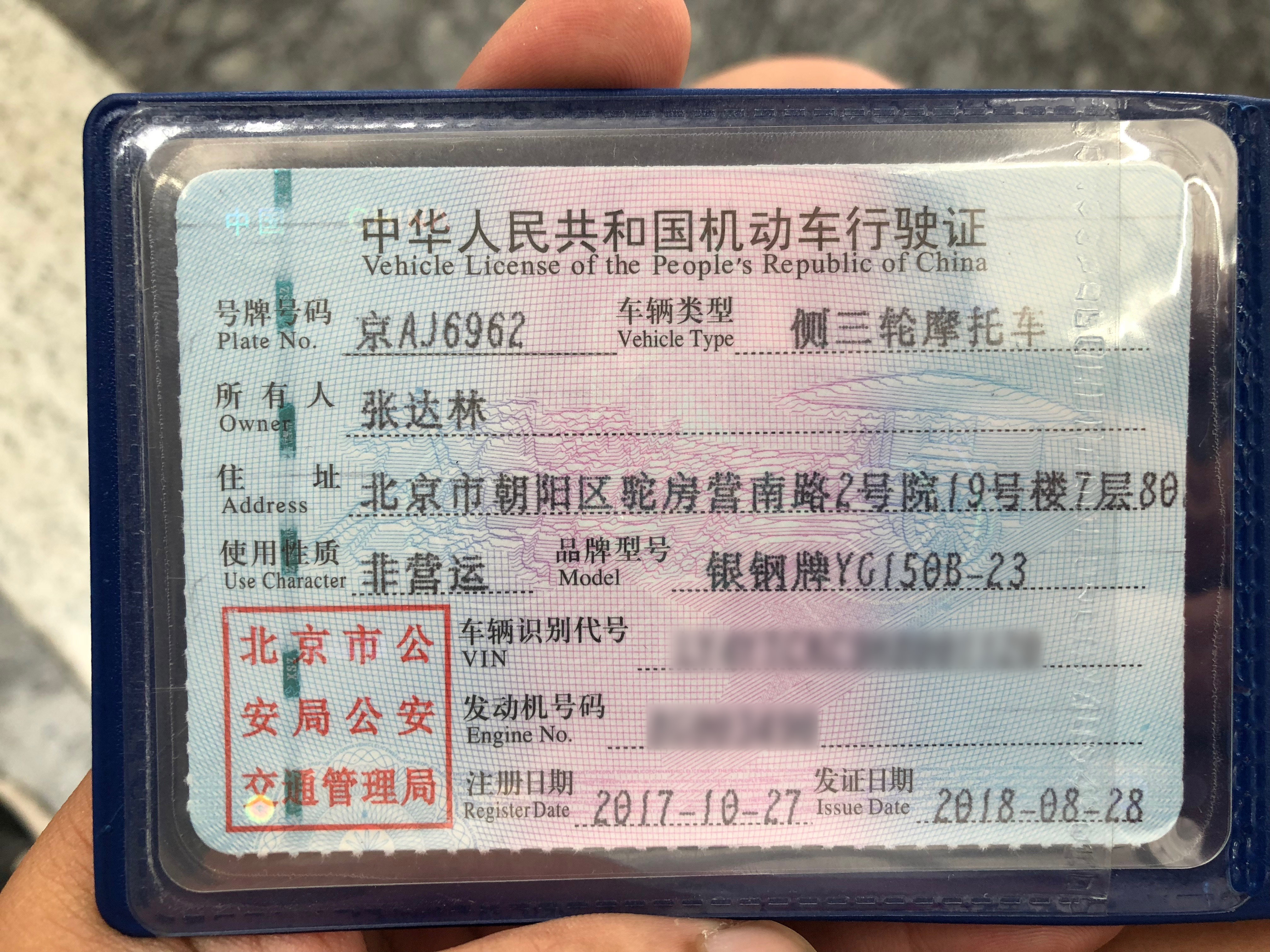
行驶证主页
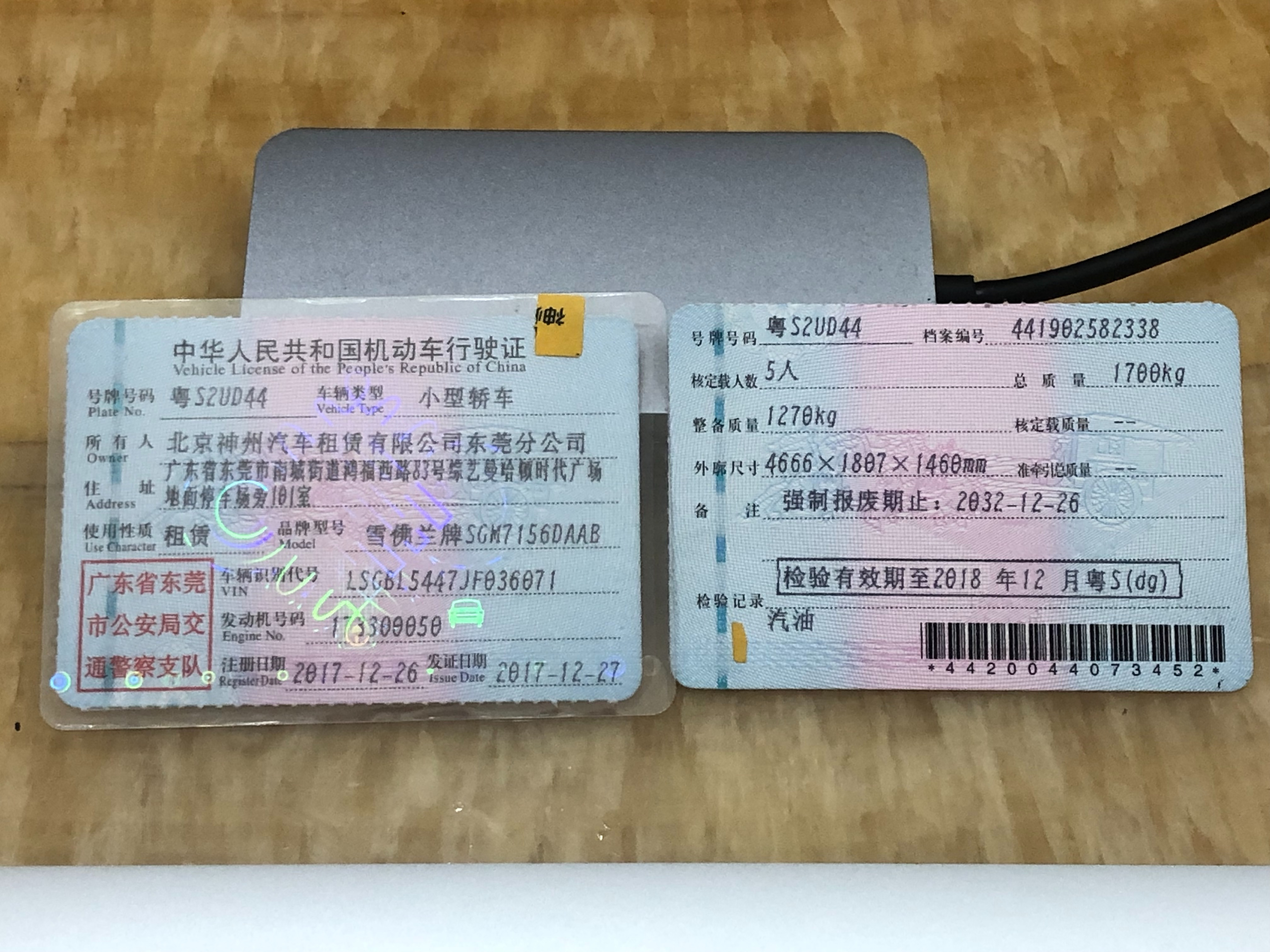
行驶证主页和副页